# Championnat d'Allemagne de football de deuxième division 1949-1950
Navigation
2. Oberligen
1950-1951
La 2. Oberliga 1949-1950 fut la 1re saison de 2. Oberliga (parfois également appelée II. Division), une ligue située au 2e échelon du football allemand dans certaines régions. Lors de la saison 1949-1950, seule l'Ouest de l'Allemagne (Land de Rhénanie du Nord-Wesphalie) disposait d'une 2. Oberliga à deux sous-groupes. L'Allemagne du Sud (Länder de Hesse, Bade-Wurtemberg et Bavière) suit le mouvement et introduit sa propre 2. Oberliga pour la saison 1950-1951, et l'Allemagne du Sud-Ouest (Land de Rhénanie-Palatinat et protectorat puis Land de Sarre) suivra la saison suivante. En Allemagne du Nord (Länder de Basse-Saxe et de Schleswig-Holstein ainsi que villes libres de Hambourg et Brême), et à Berlin-Ouest, ce sont les Amateurligen qui jouaient le rôle de 2de division.

## 2. Oberliga West
Le 2. Oberliga West 1949-1950 fut une ligue située au 2e niveau de la hiérarchie du football ouest-allemand.
Ce fut la 1re édition de cette ligue qui couvrait le même territoire que l'Oberliga West, c'est-à-dire le Land de Rhénanie du Nord-Wesphalie, donc les clubs affiliés à une des trois fédérations composant la Westdeutscher Fußball-und Leichtathletikverband (WFLV).
Pour cette première saison, la ligue se composa de deux groupes de valeur équivalente. Les deux champions et les deux vice-champions furent promus en Oberliga West pour la saison suivante.

### Compétition

#### Légende
| Légende       | |
| C             | Champion 2. Liga West & promu en Oberliga West la saison suivante.                                   |
| P             | promu en Oberliga West la saison suivante.                                                           |
| R             | Relégué sportif vers les séries de Landesliga en vue de la saison suivante                           |
| RV            | club retirant volontairement son équipe en vue de la saison suivante                                 |
| PL            | club ne recevant pas la licence nécessaire et devant retirer son équipe en vue de la saison suivante |
| en diminution | club relégué de l'Oberliga West depuis la saison précédente                                          |

#### Classements
Lors de cette première saison, il n'y eut pas de "test-match" entre les champions des deux groupes. Les deux premiers de chaque série furent promus en Oberliga.

##### Groupe 1
|    |    |                         | M  | G  | N  | P  | +  | -  | Avg  | Pts |
| -- | -- | ----------------------- | -- | -- | -- | -- | -- | -- | ---- | --- |
| C  | 1  | Rheydter SpV            | 30 | 19 | 8  | 3  | 65 | 30 | 2,17 | 46  |
| P  | 2  | Fortuna Düsseldorf      | 30 | 20 | 4  | 6  | 73 | 37 | 1,97 | 44  |
|    | 3  | SSV Wuppertal           | 30 | 14 | 12 | 4  | 55 | 32 | 1,72 | 40  |
|    | 4  | VfB Marathon Remscheid  | 30 | 14 | 8  | 8  | 58 | 45 | 1,29 | 36  |
|    | 5  | Bayer 04 Leverkusen     | 30 | 15 | 5  | 10 | 56 | 39 | 1,44 | 35  |
|    | 6  | SC Rapid Köln           | 30 | 14 | 7  | 9  | 74 | 56 | 1,32 | 35  |
|    | 7  | Schwarz-Weiss Essen     | 30 | 15 | 5  | 10 | 63 | 50 | 1,26 | 35  |
|    | 8  | SC Westfalia Herne      | 30 | 11 | 7  | 12 | 52 | 54 | 0,96 | 29  |
|    | 9  | Preussen Krefeld        | 30 | 13 | 2  | 15 | 68 | 54 | 1,26 | 28  |
|    | 10 | TB Eickel               | 30 | 10 | 6  | 14 | 52 | 65 | 0,80 | 26  |
| RV | 11 | VfL Witten 07           | 30 | 8  | 6  | 16 | 41 | 61 | 0,67 | 22  |
| PL | 12 | SV Viktoria Alsdorf     | 30 | 8  | 6  | 16 | 36 | 55 | 0,66 | 22  |
|    | 13 | SG Wattenscheid 09      | 30 | 10 | 2  | 18 | 34 | 53 | 0,64 | 22  |
|    | 14 | SV Bergisch Gladbach 09 | 30 | 7  | 7  | 16 | 35 | 61 | 0,57 | 21  |
|    | 15 | TuRU Düsseldorf         | 30 | 7  | 6  | 17 | 32 | 62 | 0,52 | 20  |
|    | 16 | Union Gelsenkirchen     | 30 | 7  | 5  | 18 | 44 | 84 | 0,52 | 19  |

##### Groupe 2
|    |    |                           | M  | G  | N | P  | +  | -  | Avg  | Pts |
| -- | -- | ------------------------- | -- | -- | - | -- | -- | -- | ---- | --- |
| C  | 1  | Sportfreunde Katernberg   | 30 | 19 | 5 | 6  | 77 | 39 | 1,97 | 43  |
| P  | 2  | Borussia München-Gladbach | 30 | 16 | 8 | 6  | 80 | 55 | 1,45 | 40  |
|    | 3  | FV Hombruch 09            | 30 | 17 | 5 | 8  | 61 | 51 | 1,20 | 39  |
|    | 4  | Meidericher SV            | 30 | 14 | 9 | 7  | 61 | 33 | 1,85 | 37  |
|    | 5  | CSV 1910 Krefeld          | 30 | 15 | 6 | 9  | 69 | 44 | 1,57 | 36  |
|    | 6  | SpVgg Herten 07/12        | 30 | 13 | 6 | 11 | 54 | 55 | 0,98 | 32  |
|    | 7  | SC West Köln              | 30 | 13 | 5 | 12 | 60 | 57 | 1,05 | 31  |
| RV | 8  | TuRa 1886 Essen           | 30 | 11 | 6 | 13 | 59 | 53 | 1,11 | 28  |
| RV | 9  | SpVgg Röhlinghausen       | 30 | 13 | 2 | 15 | 49 | 69 | 0,71 | 28  |
| RV | 10 | Alemannia Gelsenkirchen   | 30 | 10 | 7 | 13 | 50 | 55 | 0,91 | 27  |
| RV | 11 | VfB Bottrop               | 30 | 10 | 6 | 14 | 42 | 64 | 0,66 | 26  |
|    | 12 | VfL Bochum                | 30 | 10 | 5 | 15 | 57 | 55 | 1,04 | 25  |
|    | 13 | VfL Benrath               | 30 | 10 | 5 | 15 | 49 | 58 | 0,84 | 25  |
|    | 14 | Union Ohligs              | 30 | 9  | 7 | 14 | 49 | 66 | 0,74 | 25  |
| R  | 15 | SSV Troisdorf 05          | 30 | 8  | 6 | 16 | 41 | 65 | 0,63 | 22  |
| R  | 16 | Bonner FV 01              | 30 | 6  | 4 | 20 | 37 | 67 | 0,55 | 16  |

- En fin de saison, le TB Eickel fusionna avec le Preussen Wanne pour former Sportfreunde Wanne-Eickel. Cette fusion fut annulée au bout de quatre ans. Redevenu TB Eickel, le club opta pour l'appellation DSC Wanne-Eickel en 1969.
- En fin de saison, Alemannia Gelsenkirchen fusionna avec Union Gelsenkirchen pour former SG Eintracht Gelsenkirchen. Ce club fut plus tard englobé dans une fusion avec le STV Horst-Emscher (aujourd'hui disparu). Redevenu ensuite indépendant, cet SG Entracht fut dissous en 1983. Il ne doit donc pas être confondu avec l'actuel SG Eintracht Gelsenkirchen qui provient d'un changement d'appellation du Fortuna Gelsenkirchen en 1999.

### Montants des séries inférieures
En vue de la saison suivante, les différents clus relégués ou  s'étant retirés furent remplacés par:
- VfB 03 Bielefeld
- TSV Detmold
- SG Düren 99
- TuS Essen-West
- SSV Hagen
- SC Fortuna Cologne
- VfL Köln 1899
- SV Sodingen